# Jacob Hård
Ej att förväxla med prästen Jacob Hård af Segerstad.
Jacob Hård, folkbokförd som Bror Sven Jacob Hård af Segerstad, född 5 januari 1955 i Danderyd, Stockholms län, är en svensk sportjournalist. Han har på senare år främst verkat som kommentator vid tävlingar i längdskidåkning och friidrott.

## Biografi
Jacob Hård växte upp på Vikbyvägen på Lidingö. Det var i närheten som Lidingöloppet från starten 1965 fick sin målgång, något som inspirerade honom till att intressera sig för löpning.
Senare blev Jacob Hård en lovande 800-meterslöpare, med personbästa på 1 minut och 54 sekunder, och han tävlade då för IFK Lidingö. För IFK Lidingö har han också vunnit många guld i Dagbladsstafetten.

### Journalistkarriär
Hård började arbeta vid Radiosporten 1980 för att 1986 övergå till televisionen och Sveriges Television (SVT). Hård har länge varit SVT:s mest anlitade kommentator/reporter i rapporteringen från längdskidåknings- och friidrottstävlingar. I båda fallen arbetade han inledningsvis i par med Christer Ulfbåge. Han utgör med Anders Blomquist ett av Sveriges mest kända kommentatorspar i längdskidåkning. Sedan 1995 har Hård och Blomquist tillsammans kommenterat samtliga sändningar av Vasaloppet utom två (1997 och 2016). Vid friidrottstävlingar biträddes Hård tidigare av Anders Gärderud och på senare tid av Kajsa Bergqvist och Alhaji Jeng.
Vidare har Hård också bevakat basket och volleyboll. Han var projektledare för Vinterstudion ett antal år fram till 2013.
Hård tilldelades 2020 Lukas Bonniers Stora Journalistpris.

### Andra aktiviteter
Jacob Hård har även varit aktiv som röstskådespelare. Han gjorde rösten som Bo A Orm i den animerade TV-serien Zoolympiska spelen, som sändes i Lilla Sportspegeln. Redan 1971 gjorde han rösten som Tintin i den svenska versionen av Solens tempel (baserad på albumen De sju kristallkulorna och Solens tempel).

## Familj
Jacob Hård är son till byrådirektören och chefen för Arméstabens kartdetalj, major Karl Hård (1919–1980) och Lalla Ekwall (1920–2016). Familjen utgör en gren av den adliga ätten Hård af Segerstad.